# Hagar (poemat)

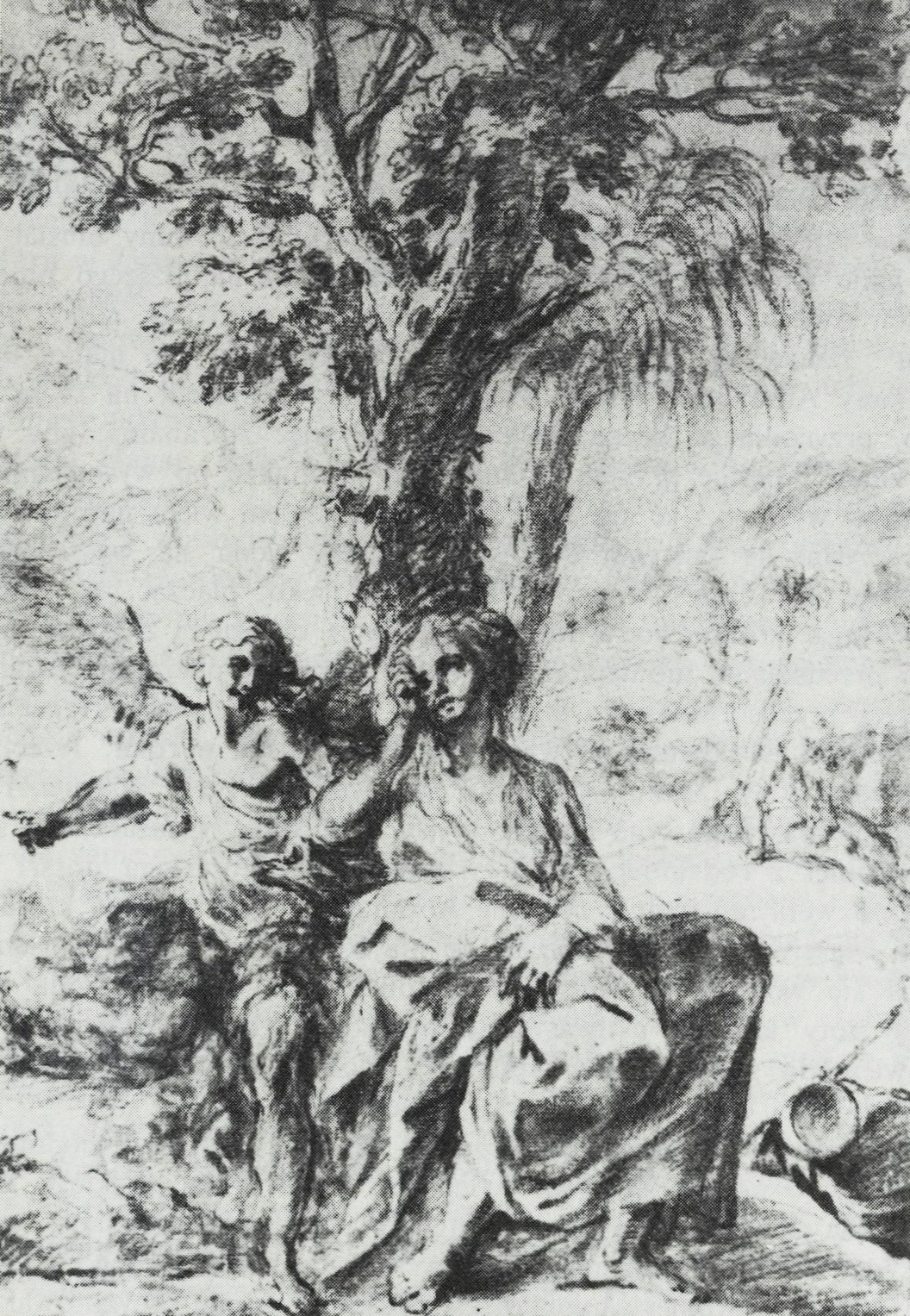
Marcello Bacciarelli, Hagar na pustyni

Hagar – poemat Jana Kasprowicza pochodzący z cyklu Z motywów biblijnych. Utwór oparty jest na motywach biblijnej Księgi Rodzaju. Bohaterką poematu jest Hagar, nałożnica Abrahama i matka Izmaela, wygnana na pustynię na żądanie żony Abrahama, Sary. Poemat jest napisany oryginalną nierównowersową
strofą ośmiowersową, rymowaną abcabcca. Wersy są ośmiozgłoskowe i jedenastozgłoskowe, jak też dwuzgłoskowe i trójzgłoskowe.
Czemu, samumie, tak wiejesz?
Czemu, ty słońce, tak świecisz,
Ogniste?
Z każdym oddechem w łono żar mi lejesz;
Każdym promykiem ogień w wnętrzu niecisz,
A oczy moje ćmą zachodzą, mgliste,
Choć w okół światło rzęsiste
Siejesz.
Na kunsztowność stroficznej budowy poematu zwrócił uwagę Julian Krzyżanowski. O pracy nad wydaniem poematu Kasprowicz pisał w jednym ze swoich listów.